# روبرتو چرو
روبرتو چرو (اسپانیایی: Roberto Cherro‎؛ ۲۳ فوریهٔ ۱۹۰۷ – ۱۱ اکتبر ۱۹۶۵) یک بازیکن فوتبال اهل آرژانتین بود.

## تیم ملی
وی همچنین در تیم ملی فوتبال آرژانتین بازی کرده‌است.